# Красный Мундир
Красный Мундир (известный как Отетиани в молодости и Сагойевата после 1780) (ок. 1750 — 20 января 1830) — оратор индейского племени сенека и вождь клана Волка.

## Биография
Родился около современного города Дженива, штат Нью-Йорк, и большую часть своей жизни провёл в землях племени Сенека в долине реки Дженеси. Несмотря на то, что он часто встречался в Длинном доме с вождём могавков Джозефом Брентом, они были злейшими соперниками. Брент с презрением отзывался о Красном Мундире как об «убийце коров», намекая на битву при Ньютоне, в которой Красный Мундир убил корову и использовал её кровь, заявляя, что убил американца.
Во время Войны за независимость племя сенека приняло сторону британцев, что дорого обошлось сенекам, так как их союзники были полностью разбиты. Сагойевата в знак солидарности носил красный мундир, подаренный ему английским офицером. В войне 1812-го года Красный Мундир поддержал американцев. В 1792 году Джордж Вашингтон наградил его орденом мира из серебра 925-й пробы (на иллюстрации справа).
Также Красный Мундир прославился своим ораторским искусством. Одно из его имён, Сагойевата, приблизительно означает он не даёт им бодрствовать. Наибольшую известность ему принёс ответ миссионеру из Новой Англии, посланному проповедовать среди сенека в 1805 году.
Красный Мундир испытывал проблемы с алкоголем и глубоко жалел о своём первом глотке. Однажды женщина спросила его, есть ли у него дети. Красный Мундир, большинство из детей которого умерли от болезней, с грустью ответил:
Когда-то Красный Мундир был великим человеком в почёте у Великого Духа. Он был высокой сосной среди меньших деревьев в лесу. Но после долгих лет славы он опустился из-за огненной воды белого человека. Великий Дух посмотрел на него с яростью, и его молния оставила сосну без веток.
Последние годы своей жизни он жил в Буффало. Могила Красного Мундира и памятник в его честь находятся там же. Первоначально он был похоронен на индейском кладбище, но останки перенесли на кладбище «Лесная поляна», так как по завещанию его не должны были закапывать белые люди.

## «О религии Белого человека»
Так называется его речь, обращённая к миссионерам. В ней он называет своего бога «великим духом», отождествляя его с христианским Богом. Красный Мундир задаёт несколько вопросов об обоснованности Библии и доказывает, что на деле у Великого Духа оказываются разные замыслы насчёт своих белых и красных детей.